# Aviron indoor aux Jeux mondiaux de 2017
L'Aviron indoor est inscrit comme sport de démonstration aux Jeux mondiaux de 2017 et ont lieu les 26 et 27 juillet 2017 à Wrocław.

## Organisation
3 épreuves d'aviron indoor sur rameurs CONCEPT2 sont inscrits au programme
- une course de 2 000 m pour les hommes et les femmes Open et les hommes et les femmes PL (Poids Léger)
- une course de 500 m pour les hommes et les femmes Open
- un relais par équipe mixte de 4 × 500 m (qui n'octroi pas de médailles)

## Compétitions

### Femmes

#### 500 m - Toute catégorie (27 Juillet 2017)
| Place | Pays        | Athlète            | Temps (min) |
| ----- | ----------- | ------------------ | ----------- |
| 1     | Ukraine     | Olena Buryak       | 01:24,5     |
| 2     | Pologne     | Anna Wierzbowska   | 01:26,8     |
| 3     | Suède       | Cecilia Velin (sv) | 01:27,0     |
| 4     | Royaume-Uni | Laura Kerr         | 01:32,7     |
| 5     | États-Unis  | Morgan McGrath     | 01:34,5     |
| 6     | Hongrie     | Beatrix Fekete     | 01:34,9     |
| 7     | Allemagne   | Yvonne Apitz       | 01:35,9     |
| 8     | Malte       | Jessica Borg Ghigo | 01:36,9     |
| 9     | France      | Diane Delalleau    | 01:37,1     |
| 10    | Espagne     | Barbara Taylor     | 01:45,4     |
| 11    | Finlande    | Kristina Björknäs  | 01:49,6     |

#### 2000 m - Poids légers (26 Juillet 2017)
| Place | Pays         | Athlète                   | Temps (min) |
| ----- | ------------ | ------------------------- | ----------- |
| 1     | Autriche     | Anna Berger               | 07:12,7     |
| 2     | Royaume-Uni  | Justine Reston            | 07:15,3     |
| 3     | Thaïlande    | Phuttharaksa Neegree (en) | 07:19,5     |
| 4     | Espagne      | Christina Gandia          | 07:30,8     |
| 5     | Corée du Sud | Hyewon Jung               | 07:32,7     |
| 6     | Lettonie     | Ludmila Ivanova           | 07:58,7     |
| 7     | Finlande     | Kristina Björknäs         | 08:10,3     |
| 8     | Malte        | Michelle Vella Wood       | 08:12,4     |
| 9     | Japon        | Naoko Fujita              | 08:21,9     |
| 10    | Ouganda      | Betty Nabifo Belinda      | DNS         |

#### 2000 m - Toute catégorie (26 Juillet 2017)
| Place | Pays         | Athlète            | Temps (min) |
| ----- | ------------ | ------------------ | ----------- |
| 1     | Ukraine      | Olena Buryak       | 06:22,8     |
| 2     | Suède        | Cecilia Velin (sv) | 06:38,2     |
| 3     | Autriche     | Magdalena Lobnig   | 06:40,8     |
| 4     | Tchéquie     | Pavlina Zizkova    | 06:52,1     |
| 5     | Royaume-Uni  | Nicola Lawless     | 06:58,3     |
| 6     | Hongrie      | Beatrix Fekete     | 07:03,5     |
| 7     | Allemagne    | Luisa Neerschulte  | 07:06,9     |
| 8     | Corée du Sud | Yeri Park          | 07:20,3     |
| 9     | Malte        | Jessica Borg Ghigo | 07:25,1     |

### Hommes

#### 500 m - Toute catégorie (27 Juillet 2017)
| Place | Pays           | Athlète                   | Temps (min) |
| ----- | -------------- | ------------------------- | ----------- |
| 1     | Ukraine        | Anton Bondarenko          | 01:12,1     |
| 2     | Royaume-Uni    | Phil Clapp                | 01:12,9     |
| 3     | Biélorussie    | Pavel Shurmei             | 01:14,1     |
| 4     | Tchéquie       | Vaclav Zitta              | 01:14,3     |
| 5     | Pologne        | Bartosz Zablocki          | 01:14,6     |
| 6     | Hongrie        | Bendeguz Petervari-Molnar | 01:15,8     |
| 7     | Allemagne      | Ivan Saric                | 01:16,4     |
| 8     | Canada         | Jordan Weide              | 01:16,6     |
| 9     | Suisse         | David Aregger             | 01:16,9     |
| 10    | Italie         | Antonio Zonta             | 01:17,0     |
| 11    | Afrique du Sud | Henk Pretorius            | 01:17,5     |
| 12    | Grèce          | Georgios Gioupis          | 01:18,5     |
| 13    | Autriche       | Mario Santer              | 01:19,5     |

#### 2000 m - Poids légers (26 Juillet 2017)
| Place | Pays         | Athlète              | Temps (min) |
| ----- | ------------ | -------------------- | ----------- |
| 1     | Pologne      | Artur Mikołajczewski | 06:11,5     |
| 2     | Autriche     | Florian Berg (pl)    | 06:11,5     |
| 3     | Thaïlande    | Jaruwat Saensuk (en) | 06:14,9     |
| 4     | Italie       | Leonardo Bava        | 06:25,9     |
| 5     | Hongrie      | Bence Tamas          | 06:27,0     |
| 6     | États-Unis   | Andrew Neils         | 06:28,4     |
| 7     | Croatie      | Juraj Prokopec       | 06:36,3     |
| 8     | Corée du Sud | Kim Byunghoon        | 06:41,9     |
| 9     | Roumanie     | Sebastian Adamovici  | 06:45,1     |
| 10    | Malte        | Glenn Zammit         | 06:49,5     |
| 11    | Ouganda      | Arnold Omony         | DNS         |

#### 2000 m - Toute catégorie (26 Juillet 2017)
| Place | Pays           | Athlète                   | Temps (min)   |
| ----- | -------------- | ------------------------- | ------------- |
| 1     | Allemagne      | Oliver Zeidler            | 05:42,0       |
| 2     | Ukraine        | Anton Bondarenko          | 05:46,5       |
| 3     | Hongrie        | Bendegúz Pétervári-Molnár | 05:51,5       |
| 4     | Biélorussie    | Pawel Schurmei            | 05:52,8       |
| 5     | Royaume-Uni    | Graham Benton             | 05:54,4       |
| 6     | Tchéquie       | Petr Ourednicek           | 05:56,7       |
| 7     | Afrique du Sud | Luke Wollenschläger       | 06:07,2       |
| 8     | Grèce          | Georgios Gioupis          | 06:10,7       |
| 9     | Slovaquie      | Jozef Pavlica             | 06:13,5       |
| 10    | Corée du Sud   | Doohwa Jin                | 06:17,3       |
| 11    | Lettonie       | Rovoams Gavrilovs         | 06:21,9       |
| 12    | Pérou          | Jorge Palacios            | 06:26,8       |
| 13    | Malte          | Juan Farrugia             | 06:35,8       |
| DSQ   | Pologne        | Bartosz Zablocki          | DSQ (05:44,5) |

## Podiums
| Épreuves                 | Or                           | Argent                     | Bronze                              |
| Femmes                   | Femmes                       | Femmes                     | Femmes                              |
| ------------------------ | ---------------------------- | -------------------------- | ----------------------------------- |
| 500 m - Toute catégorie  | Ukraine Olena Buryak         | Pologne Anna Wierzbowska   | Suède Cecilia Velin (sv)            |
| 2000 m - Poids légers    | Autriche Anna Berger         | Royaume-Uni Justine Reston | Thaïlande Phuttharaksa Neegree (en) |
| 2000 m - Toute catégorie | Ukraine Olena Buryak         | Suède Cecilia Velin (sv)   | Autriche Magdalena Lobnig           |
| Hommes                   |                              |                            |                                     |
| 500 m - Toute catégorie  | Ukraine Anton Bondarenko     | Royaume-Uni Phil Clapp     | Biélorussie Pavel Shurmei           |
| 2000 m - Poids légers    | Pologne Artur Mikołajczewski | Autriche Florian Berg (pl) | Thaïlande Jaruwat Saensuk (en)      |
| 2000 m - Toute catégorie | Allemagne Oliver Zeidler     | Ukraine Anton Bondarenko   | Hongrie Bendegúz Pétervári-Molnár   |

## Tableau des médailles
- Pays organisateur

| Rang  | Nation      | Or | Argent | Bronze | Total |
| ----- | ----------- | -- | ------ | ------ | ----- |
| 1     | Ukraine     | 3  | 1      | 0      | 4     |
| 2     | Autriche    | 1  | 1      | 1      | 3     |
| 3     | Pologne     | 1  | 1      | 0      | 2     |
| 4     | Allemagne   | 1  | 0      | 0      | 1     |
| 5     | Royaume-Uni | 0  | 2      | 0      | 2     |
| 6     | Suède       | 0  | 1      | 1      | 2     |
| 7     | Thaïlande   | 0  | 0      | 2      | 2     |
| 8     | Biélorussie | 0  | 0      | 1      | 1     |
| 8     | Hongrie     | 0  | 0      | 1      | 1     |
| Total | Total       | 6  | 6      | 6      | 18    |